# Mecyna lutalbalis
Mecyna lutalbalis là một loài bướm đêm trong họ Crambidae.